# Lasioglossum clypeare
Lasioglossum clypeare là một loài Hymenoptera trong họ Halictidae. Loài này được Schenck mô tả khoa học năm 1853.